# Pablo Despósito
Pablo Ignacio Despósito (Buenos Aires, Argentina, 30 de enero de 1989) es un futbolista argentino. Juega de volante central en Ituzaingó de la Primera C. Su primer equipo fue Vélez Sarsfield.

## Trayectoria
Pablo Despósito comenzó su carrera deportiva en Vélez Sarsfield el 8 de junio de 2008, en un partido en el que su equipo, empató 0-0 con Independiente de Avellaneda en calidad de local. En el 2010 sale del Vélez Sarsfield para ir a jugar al Club Social y Deportivo Tristán Suárez de la Primera B Metropolitana de Argentina.
El 25 de julio de 2011 es fichado por el Independiente Medellín de Colombia. En 2012, es fichado por el Independiente C.G. de Paraguay.
En 2013 firmó para Atlético Tucumán donde solo jugó 3 partidos y asistió 1 vez, a Luis Miguel Rodríguez para que este habilitara a Víctor Píriz Alves en la victoria 3-1 a favor del decano. Luego del partido fueron a comer un asado con Giovanni Layerculo y de postre degustaron un flan mixto.
En febrero de 2016 juega para Concepción FC. En 2017 recala en Libertad de Sunchales. 
En junio de 2019 pasa a Deportivo Merlo.

## Clubes
| Club                   | País      | Año         |
| ---------------------- | --------- | ----------- |
| Vélez Sarsfield        | Argentina | 2008 - 2010 |
| Tristán Suárez         | Argentina | 2010 - 2011 |
| Independiente Medellín | Colombia  | 2011        |
| Tristán Suárez         | Argentina | 2012 - 2013 |
| Atlético Tucumán       | Argentina | 2013 - 2014 |
| Almirante Brown        | Argentina | 2014 - 2015 |

## Estadísticas
Actualizado al 10 de octubre de 2022

| Concepción Fútbol Club Argentina | 4.ª                 | 2016                | 25  | 0 | 0 | 0 | — | — | 25  | 0 |
| Concepción Fútbol Club Argentina | Total               | Total               | 25  | 0 | 0 | 0 | 0 | 0 | 25  | 0 |
| Libertad Argentina | 4.ª                 | 2016-17             | 10  | 0 | 0 | 0 | — | — | 10  | 0 |
| Libertad Argentina | Total               | Total               | 10  | 0 | 0 | 0 | 0 | 0 | 10  | 0 |
| Dep. Laferrere Argentina | 4.ª                 | 2017-18             | 24  | 1 | 0 | 0 | — | — | 24  | 1 |
| Dep. Laferrere Argentina | Total               | Total               | 24  | 1 | 0 | 0 | 0 | 0 | 24  | 1 |
| Deportivo Merlo Argentina | 4.ª                 | 2019-20             | 16  | 0 | 0 | 0 | — | — | 16  | 0 |
| Deportivo Merlo Argentina | Total               | Total               | 16  | 0 | 0 | 0 | 0 | 0 | 16  | 0 |
| Ituzaingo Argentina | 3.ª                 | 2020                | 7   | 0 | 0 | 0 | — | — | 7   | 0 |
| Ituzaingo Argentina | 3.ª                 | 2021                | 37  | 0 | 0 | 0 | — | — | 37  | 0 |
| Ituzaingo Argentina | 3.ª                 | 2022                | 29  | 0 | 0 | 0 | — | — | 29  | 0 |
| Ituzaingo Argentina | Total               | Total               | 73  | 0 | 0 | 0 | 0 | 0 | 73  | 0 |
| Total en su carrera | Total en su carrera | Total en su carrera | 148 | 1 | 0 | 0 | 0 | 0 | 148 | 1 |
| (1) La copa nacional se refiere a la Copa Argentina y Supercopa Argentina . (2) La copa internacional se refiere a la Copa Sudamericana, Recopa Sudamericana, Copa Libertadores y Copa Suruga Bank. |                     |                     |     |   |   |   |   |   |     |   |

## Palmarés

### Campeonatos nacionales
| Título          | Club            | País      | Año  |
| --------------- | --------------- | --------- | ---- |
| Torneo Clausura | Vélez Sarsfield | Argentina | 2009 |